# Roberto Drago
Pour les articles homonymes, voir Drago.
Roberto 'Tito' Drago, né à Lima le 28 juillet 1923 et mort dans la même ville le 24 octobre 2014, est un footballeur péruvien qui évoluait au poste d'attaquant.
Il est considéré comme le joueur le plus important de l'histoire du Deportivo Municipal de Lima.

## Biographie

### Carrière en club
Formé au Centro Iqueño, Roberto Drago s'engage avec le Deportivo Municipal en 1940 et y fait ses débuts le 12 mai 1940 contre l'Atlético Chalaco (victoire 2-0).
Joueur emblématique du Deportivo Municipal, il joue une vingtaine de saisons par intermittences entre 1940 et 1965. Il remporta notamment les championnats de 1940, 1943 et 1950 avec l'aide de deux de ses partenaires, Luis "Caricho" Guzmán et Máximo "Vides" Mosquera, trio connu au Pérou sous le nom de « Los Tres Gatitos » (les trois chatons).
Il évolua aussi en Argentine (Racing Club) et en Colombie (DIM).

### Carrière en équipe nationale
International péruvien, auteur de neuf buts en 30 sélections, Roberto Drago participe aux championnats sud-américains de 1949, 1953, 1955 et 1956 ainsi qu'à deux éditions du championnat panaméricain en 1952 et 1956.
Il s'adjuge avec son pays la médaille d'or aux Jeux bolivariens de 1948.

#### Buts en sélection
| Buts en sélection de Roberto Drago | Buts en sélection de Roberto Drago | Buts en sélection de Roberto Drago               | Buts en sélection de Roberto Drago | Buts en sélection de Roberto Drago | Buts en sélection de Roberto Drago | Buts en sélection de Roberto Drago |
|                                    | Date                               | Lieu                                             | Adversaire                         | Score                              | Résultat                           | Compétition                        |
| ---------------------------------- | ---------------------------------- | ------------------------------------------------ | ---------------------------------- | ---------------------------------- | ---------------------------------- | ---------------------------------- |
| 1.                                 | 13 avril 1949                      | Stade São Januário, Rio de Janeiro (Brésil)      | Paraguay                           | 1-3                                | 1-3                                | Champ. sud-am. 1949                |
| 2.                                 | 27 avril 1949                      | Stade São Januário, Rio de Janeiro (Brésil)      | Bolivie                            | 1-0                                | 3-0                                | Champ. sud-am. 1949                |
| 3.                                 | 27 avril 1949                      | Stade São Januário, Rio de Janeiro (Brésil)      | Bolivie                            | 2-0                                | 3-0                                | Champ. sud-am. 1949                |
| 4.                                 | 23 mars 1952                       | Estadio Nacional, Santiago (Chili)               | Panama                             | 3-0                                | 7-1                                | Champ. panam. 1952                 |
| 5.                                 | 20 avril 1952                      | Estadio Nacional, Santiago (Chili)               | Mexique                            | 2-0                                | 3-0                                | Champ. panam. 1952                 |
| 6.                                 | 28 juillet 1953                    | Estadio Nacional, Lima (Pérou)                   | Chili                              | 3-0                                | 5-0                                | Copa del Pacífico 1953             |
| 7.                                 | 22 janvier 1956                    | Estadio Centenario, Montevideo (Uruguay)         | Argentine                          | 1-2                                | 1-2                                | Champ. sud-am. 1956                |
| 8.                                 | 1er février 1956                   | Estadio Centenario, Montevideo (Uruguay)         | Brésil                             | 1-1                                | 1-2                                | Champ. sud-am. 1956                |
| 9.                                 | 4 mars 1956                        | Estadio Olímpico Universitario, Mexico (Mexique) | Mexique                            | 1-0                                | 2-0                                | Champ. panam. 1956                 |

NB : Les scores sont affichés sans tenir compte du sens conventionnel en cas de match à l'extérieur (Pérou-Adversaire).

### Carrière d'entraîneur
Après sa carrière de joueur, Roberto Drago exerça le métier d'entraîneur. Il prit les rênes du Sport Boys en 1966 qu'il qualifia pour la première fois à la Copa Libertadores. 
Entre 1967 et 1979, il dirigea à trois reprises son club de toujours, le Deportivo Municipal.

### Vie privée et décès
Roberto Drago a trois fils, Roberto, Miguel et Jaime, tous les trois footballeurs du Deportivo Municipal. En 1981, il fonde une académie de football, la Academia Tito Drago. Il meurt le 24 octobre 2014, à l'âge de 91 ans.

## Palmarès

### Palmarès de joueur
| Deportivo Municipal - Championnat du Pérou (3) : - Champion : 1940, 1943 et 1950. - Vice-champion : 1941, 1942, 1944, 1945, 1947 et 1951. |  | Pérou - Jeux bolivariens (1) : - Vainqueur : 1948. |

### Palmarès d'entraîneur
Sport Boys
- Championnat du Pérou :
  - Vice-champion : 1966.